# Hof ten Doorn

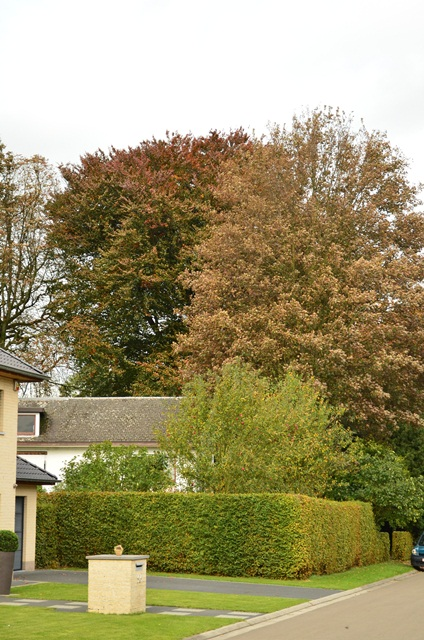
Oude boom

Het Hof ten Doorn is een voormalig kasteel in de tot de Vlaams-Brabantse gemeente Grimbergen behorende plaats Beigem, gelegen aan Beigemsesteenweg en Ten Doorn.

## Geschiedenis
In opdracht van Jules Domis de Semerpont werd in 1893 een kasteel bouwen in eclectische stijl. Allerlei stijlen waren vertegenwoordigd zoals elementen uit de middeleeuwse burchtarchitectuur, renaissancestijl en baksteenarchitectuur met zandstenen speklagen. Hieromheen lag een parktuin in Engelse landschapsstijl van 2 ha.
In 1914 werd het kasteel door de Duitse bezetter in brand gestoken. In 1929 werden de restanten gesloopt. In 1940 werd een strook van het park verkaveld en na de oorlog volgde de rest van het park. Een 22-tal bomen zijn blijven bestaan en kan men vinden in de tuinen van de diverse villa's die op de gronden van het park werden gebouwd.